# 110
Évszázadok: 1. század – 2. század – 3. század
Évtizedek: 60-as évek – 70-es évek – 80-as évek – 90-es évek – 100-as évek – 110-es évek – 120-as évek – 130-as évek – 140-es évek – 150-es évek – 160-as évek
Évek: 105 – 106 – 107 – 108 –  109 – 110 – 111 – 112 – 113 – 114 – 115

## Események

### Római Birodalom
- Marcus Peducaeus Priscinust (helyettese áprilistól C. Avidius Nigrinus, júliustól L. Catilius Severus Julianus Claudius Reginus, októbertől A. Larcius Priscus) és Servius Cornelius Scipio Salvidienus Orfitust (helyettese  	Ti. Julius Aquila Polemaeanus, C. Erucianus Silo és Sex. Marcius Honoratus) választják consulnak.
- Suetonius kiadja a De viris illustribus ("Híres emberekről") életrajzgyűjteményét, amiből mára csak töredékek maradtak fenn.

### Pártus Birodalom
- Meghal II. Pakórosz király. Utóda hivatalosan fia, III. Vologaészész, de a birodalom nyugati felét I. Oszroész trónkövetelő tartja uralma alatt.

## Születések
- Hégészipoosz, keresztény író

## Halálozások
- II. Pakórosz, pártus király

## Fordítás
- Ez a szócikk részben vagy egészben  az   AD 110 című angol Wikipédia-szócikk ezen változatának fordításán alapul.  Az eredeti cikk szerkesztőit annak laptörténete sorolja fel. Ez a jelzés csupán a megfogalmazás eredetét és a szerzői jogokat jelzi, nem szolgál a cikkben szereplő információk forrásmegjelöléseként.